# Carnegie (Oklahoma)
Carnegie város az Amerikai Egyesült Államok Oklahoma államában, Caddo megyében. Lakosainak száma 1430 fő (2020. április 1.).

## Népesség
A település népességének változása:

| 2010 | 1 723 |
| 2020 | 1 430 |